# Valerie Dominguez

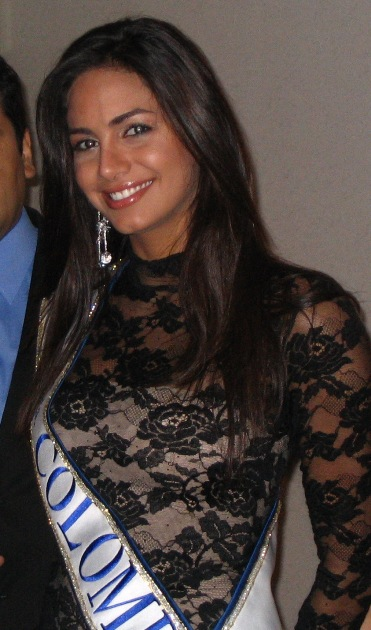
Valerie Dominguez

Valerie Dominguez hay Valerie Dominguez Tarud (sinh ngày 12 tháng 1 năm 1988) là một nhà thiết kế đồ trang sức đồng thời là Hoa hậu Colombia 2005. Cô đại diện cho đất nước Colombia tham dự cuộc thi Hoa hậu Hoàn vũ 2006 diễn ra tại Los Angeles, Mỹ. Trong đêm chung kết, cô đã lọt vào top 10 thí sinh đẹp nhất. Theo bình chọn của trang web Global Beauties, cô lọt vào nhóm 10 hoa hậu đẹp nhất trong năm 2006.
Tại trường đại học, Valerie Dominguez Tarud đang học ngành thiết kế thời trang và có bằng thạc sĩ về thiết kế đồ trang sức. Cô là em họ của nữ ca sĩ nhạc pop nổi tiếng Shakira.